# Jürgen Fenk
Jürgen Fenk (* 7. Februar 1966) ist ein deutscher Manager und war u. a. Mitglied des Vorstands der Landesbank Hessen-Thüringen (Helaba). 

## Herkunft und Ausbildung
Fenk studierte Wirtschafts- und Organisationspsychologie und erwarb einen Master of Business Administration an der Ludwig-Maximilians-Universität in München. Er begann seine Karriere 1992 als Kreditanalyst bei der Bayerischen Vereinsbank in München.

## Karriere
Jürgen Fenk wurde im Mai 1996 Vizepräsident für Internationale Immobilien bei der Bayerischen Vereinsbank. Im September 1998 wurde er Senior Credit Officer für Zentral- und Osteuropa bei der Hypovereinsbank (HGV) in München und im November 1999 wurde er Mitglied des Verwaltungsrates für Gewerbeimmobilien bei HBV Real Estate Capital in Paris.
Im Juni 2003 wechselte Jürgen Fenk in den Verwaltungsrat der Hypo Real Estate Bank in Dublin. Ab Januar 2007 war er Vorstandsvorsitzender der Hypo Real Estate Capital Corporation (einer Tochter der Hypo Real Estate Bank International). Parallel dazu war er von April 2006 bis 2009 Chief Executive Officer und zudem auch 2 Jahre lang Chief Risk Officer der Hypo Real Estate Bank International. Er fungierte auch als stellvertretender Vorsitzender der Quadra Realty Trust Inc. in New York City.
Nachdem die Hypo Real Estate im Zuge der Weltfinanzkrise zusammenbrach und mit mehr als 130 Milliarden Euro vom deutschen, staatlichen Finanzmarktstabilisierungsfonds stabilisiert werden musste, wechselte Fenk im Juli 2009 als Geschäftsführer zur Helaba nach Frankfurt am Main. Im September 2010 wechselte er zur Bawag P.S.K. in Wien, wo er zwei Jahre lang als Head of International Real Estate tätig war. Im Oktober 2010 kehrte Fenk zur Landesbank Hessen-Thüringen zurück und wurde Mitglied des Vorstands. Im Oktober 2017 wechselte Fenk als Mitglied des Chief Executive Boards zur österreichischen Signa Gruppe. Seit 2018 ist Fenk ehrenamtlicher Vorsitzender des Urban Land Institute Deutschland und Mitglied des Aufsichtsrats der Deutsche Wohnen AG.